# 가우다파다

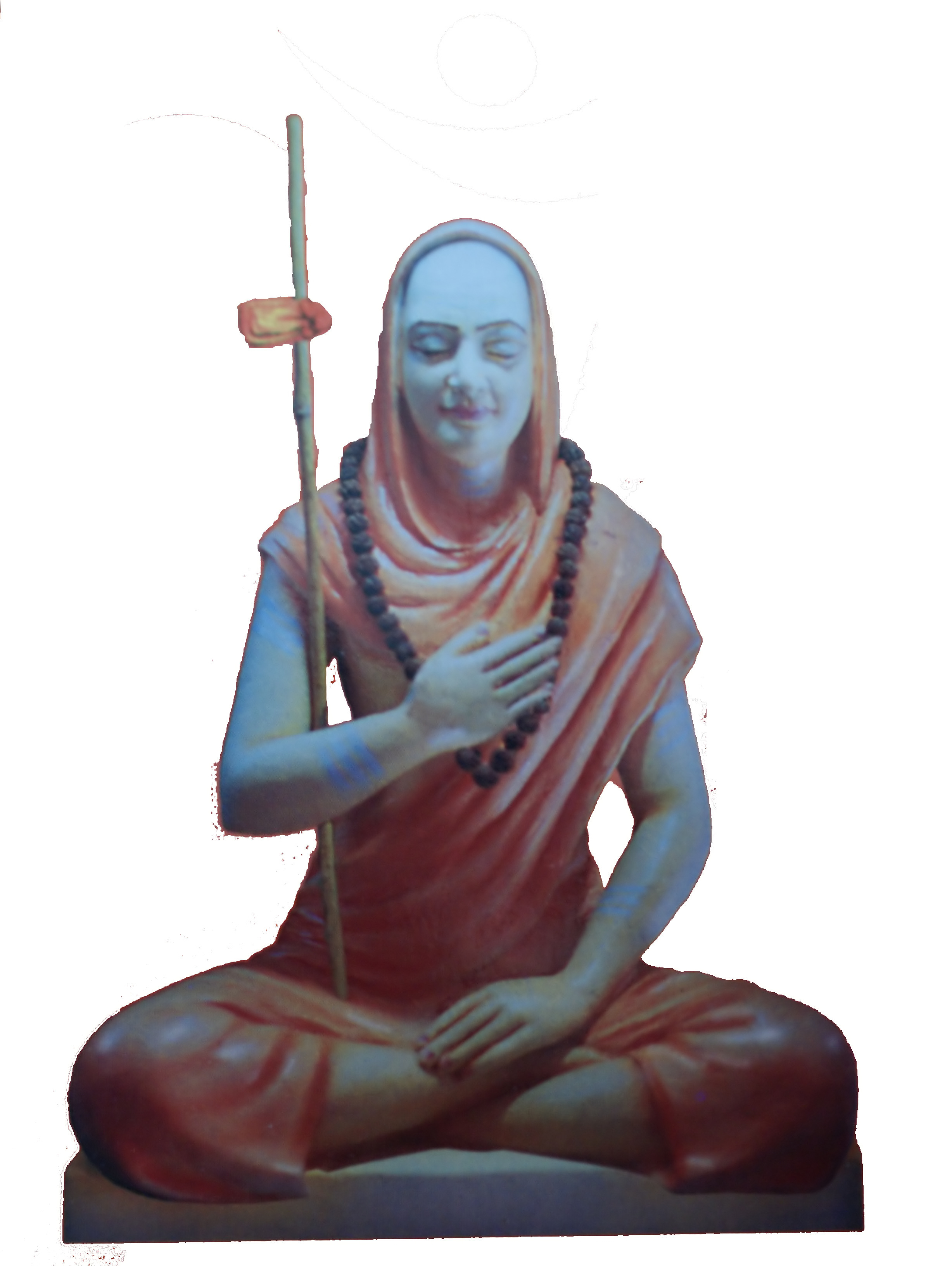

가우다파다(Gaudapada, 산스크리트어: गौडपाद; 틀:Floruit 6세기 CE경), 또한 가우다파다차리야(산스크리트어: गौडपादाचार्य; "스승 가우다파다")라고도 불리는 그는 초기 중세 시대 힌두교 철학자이자 불이 베단타의 학자이다. 그의 생애에 대한 자세한 내용은 불확실하지만, 그의 사상은 그를 파라마구루(최고의 스승)라고 불렀던 샹카라와 같은 사람들에게 영감을 주었다.
가우다파다는 가우다파다 카리카라고도 알려진 Māṇḍūkya Kārikā의 저자 또는 편찬자였다. 이 텍스트는 네 개의 장(네 권의 책이라고도 불린다)으로 구성되어 있으며, 이 중 제4장은 불교 용어를 사용하여 불교의 영향을 받았음을 보여준다. 그러나 교리적으로 가우다파다의 작품은 베단타적이며 불교적이지 않다. 가우다파다 텍스트의 처음 세 장은 불이일원론 전통에서 영향력이 있었다. 만두키아 우파니샤드를 포함하는 첫 번째 장의 일부는 베단타의 드바이타 및 비시슈타드바이타 학파에 의해 유효한 경전 출처로 간주되었다.

## 날짜
가우다파다가 살았던 세기와 그의 생애에 대한 자세한 내용은 불확실하다. 추정치는 이른 6세기에서 7세기 CE까지 다양하다. 그는 일반적으로 그의 스승 고빈다 바가바트파다가 가우다파다의 직계 제자로 추정되는 샹카라의 추정치로부터 날짜가 매겨진다. 샹카라는 일부 텍스트에서 가우다파다를 베단타의 전통(삼프라다야비트)을 아는 "스승의 스승"이라고 언급한다. 각자가 얼마나 오래 살았는지와 시기를 가정하면, 가우다파다는 7세기 CE에 살았을 것으로 추정된다. 또는 포터는 "스승의 스승"이라는 문구를 문자 그대로 받아들이기보다는 그가 가우다파다에게 사용하는 다른 문구인 파라마구루(최고의 스승)의 의미로 받아들여야 한다고 말한다. 그는 샹카라 스승의 스승이었을 수도 있지만, 바수데바차리야라고도 불리는 마이클 코만스는 훨씬 더 먼 스승이었을 가능성이 높다고 말한다.
다른 추정치는 그를 6세기 초로 본다. 이 추정은 불교 문헌, 특히 가우다파다 카리카를 인용한 바바비베카, 샨타락시타, 카말라실라 학자들의 문헌에 근거한다. 칼 포터는 바바비베카가 날란다의 다르마팔라의 동시대 인물이었으며, 중국 문헌과 여행 기록에 따르면 다르마팔라는 6세기 중반 CE에 살았다고 말한다. 불교와 중국 기록이 신뢰할 수 있고, 바바비베카가 가우다파다 카리카를 인용했다면, 가우다파다는 500 CE경, 또는 6세기 전반에 살았을 것이다. 그러나 가우다파다가 4세기 이후에 살았다는 것은 확실하다. 왜냐하면 그는 나가르주나와 아상가의 불교적 견해를 인용하는데, 후자는 여러 기록에 따르면 4세기 인도에 살았기 때문이다.

## 만두키아 카리카

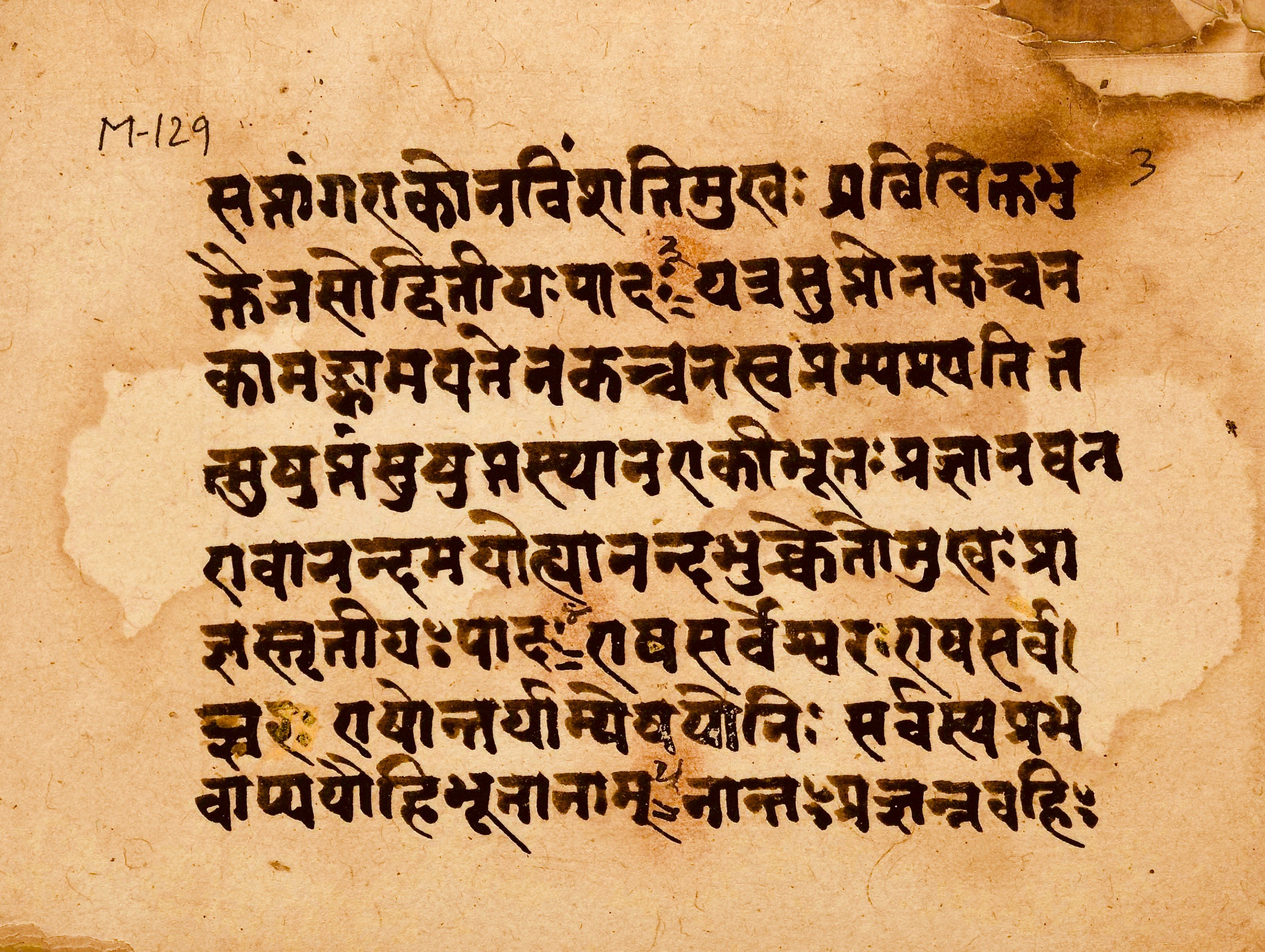
만두키아 카리카는 영향력 있는 베단타 텍스트이다. 위: 필사본 페이지(산스크리트어, 데바나가리 문자)

### 저작권
가우다파다는 만두키아 카리카(Māṇḍukya Kārikā)를 저술하거나 편찬했는데, 이 책은 Gauḍapāda Kārikā 및 Āgama Śāstra로도 알려져 있다. 칼 포터는 일부 학자들이 Gaudapāda Kārikā가 한 명의 저자에 의해 쓰여졌다는 것을 의심한다고 말한다.
만두키아 카리카는 만두키아 우파니샤드의 교리를 운문 형식으로 간결하게 설명한 것이다. 만두키아 우파니샤드는 12개의 문장으로만 구성된 가장 짧지만 심오한 우파니샤드 중 하나이다. 샹카라 시대 이전에도 만두키아 우파니샤드는 슈루티로 간주되었지만, 그의 시대에는 특별히 중요하지는 않았다. 후기에는 더 높은 가치를 얻었고, 우파니샤드적 본질을 표현했다. 카리카는 특히 꿈의 상태, 무한과 유한, 공간과 시간, 인과관계, 해체, 생성으로부터의 합리적인 논증을 불이원론 교리를 지지하기 위해 제시한다.
만두키아 카리카는 불이 베단타에 대한 현존하는 가장 초기의 체계적인 논문이지만, 불이원론적 견해를 제시하는 가장 오래된 작품은 아니며, 동일한 종류의 가르침을 가진 샹카라 이전의 유일한 작품도 아니다. 나카무라 하지메에 따르면, 가우다파다 카리카는 불이원론 전통에서 소중히 여겨졌을 뿐만 아니라, 비시슈타드바이타와 드바이타 베단타 학파에서도 존경받고 높이 평가되었다. 나카무라는 가우다파다의 텍스트가 소중히 여겨졌지만 불이원론 학자들에 의해 슈루티로 간주되지는 않았으며, 비불이원론 학파의 라마누자와 마드바차리야는 그 첫 장을 슈루티로 간주했다고 덧붙였다.

### 내용
가우다파디야 카리카는 215개의 운문으로 구성되어 있으며 네 개의 장으로 나뉜다.
1. 제1장 (29절) — 아가마, 또는 아가마 프라카라나 (전통 교리, 만두키아 우파니샤드 12절 포함)[22][17]
2. 제2장 (38절) — 바이타트야 프라카라나 (비현실성)[23]
3. 제3장 (48절) — 불이타 프라카라나 (비이원론)[24]
4. 제4장 (100절) — 알라타산티 프라카라나 (불꽃의 평화)[25]

나카무라 하지메에 따르면, 가우다파다 카리카를 인용한 불교 경전은 연대순으로 처음 세 장의 베단타 사상이 더 오래되었음을 시사한다. 나카무라는 가우다파다 카리카 편찬의 제3장이 400-500 CE까지 대부분 완성되었다고 말한다. 그는 제1장이 300-400 CE까지 대부분 완성되었고, 제1장을 전제로 하는 제2장은 제1장 이후와 제3장 이전에 대부분 완성되었을 것이라고 추정한다. 제4장의 대부분은 400년에서 600년 사이에 쓰여졌다.

#### 제1장: 전통 교리 (아가마)
옴은 지복이다
옴은 브라흐만이며,

고차원적이고 저차원적이며,

모든 이의 마음에 거주하는 이슈바라이다.

그것은 헤아릴 수 없으면서도 무한하며,

이원성의 소멸이자,

지복이다.
포터의 번역에 따르면, 아트만은 세 가지 형태, 즉 깨어 있는 상태, 꿈꾸는 잠자는 상태, 깊은 잠자는 상태로 몸에 거주한다. 깨어 있을 때 아트만은 바이슈바나라를 경험한다. 이는 외부 사물과 보이는 것을 의미한다. 꿈을 꿀 때 아트만은 타이자사를 경험한다. 이는 내부 마음의 사물과 꿈에 나타나는 것을 의미한다. 깊은 잠에 들었을 때 아트만은 프라즈나를 경험한다. 이는 비분극화된 것, 마음의 열매, 그리고 지복을 의미한다. 아르빈드 샤르마는 이러한 자아 상태에 대한 설명이 브리하다란야카 우파니샤드 및 다른 고대 힌두 경전에 나오는 것과 유사하다고 말한다.
가우다파다는 카리카 6절부터 9절까지에 걸쳐 그의 시대 이전과 당시에 유행했던 삶에 대한 경쟁적인 전통 이론들을 제시한다. 어떤 이들은 창조가 자아의 확장의 결과라고 주장하고, 어떤 이들은 단순한 마법 쇼라고 주장하며, 어떤 이들은 창조가 신의 욕망에서 비롯되었다고 주장하고, 어떤 이들은 칼라(시간)가 모든 존재를 창조한다고 주장한다. 카리카 10절에서 이 텍스트는 자아의 네 번째 상태를 투리야라고 부르는데, 이는 비이원적(nonduality)이며, 모든 곳에 편재하며, 변하지 않고, 두카(고통)가 없다. 가우다파다 카리카에 나오는 이 네 번째 자아 상태는 찬도기아 우파니샤드 8.7절부터 8.12절까지에서 발견되는데, 이는 깨어있는 상태, 꿈으로 가득 찬 잠, 깊은 잠, 그리고 깊은 잠 너머의 "네 가지 의식 상태"를 다룬다.
가우다파다는 비슈바와 타이자사 자아 상태는 원인과 결과의 근원이 될 수 있고, 프라즈나는 오직 원인일 뿐이며, 투리야 상태는 둘 다 아니라고 말한다. 깨어 있는 상태와 꿈의 상태는 의식, 오류, 무지를 초래한다. 세상의 인식된 이원성은 마야이며, 실제로는 비이원성만이 존재한다. 제1장은 옴과 브라흐만, 그리고 모든 생명체의 마음속에 있는 아트만의 상징주의에 대한 논의로 끝맺는다.

#### 제2장: 비현실 (바이타티아)
가우다파다는 잠자는 동안 꿈속의 대상들이 비현실적이라고 말한다. 이는 꿈꾸는 자가 꿈꾸는 장소로 실제로 가지 않으며, 그가 꿈꾸는 어떤 상황도 깨어날 때 떠나기 때문이다. 이것은 브리하다란야카 우파니샤드 경전에 있다.
같은 의미에서, 제2장 카리카 4-6절에 따르면, 인간에게 진정한 실재는 깨어 있는 상태에서도 가려져 있다. 이는 포터가 번역했듯이 "처음과 끝에 존재하지 않는 어떤 대상도 중간에도 존재하지 않기" 때문이다.
우리가 잠을 잘 때, 우리는 꿈꾸는 외부적인 것들이 현실이라고 느끼고 내부적인 상태는 비현실이라고 느끼지만, 깨어난 상태에서는 둘 다 비현실적임을 깨닫는다. 마찬가지로, 우리의 깨어있는 상태에서 우리가 현실적이고 비현실적이라고 인식하는 모든 것은 둘 다 비현실적이며, 진정한 현실을 가리고 있다. 이것이 카리카 10-15절의 내용이다. 그러나 이 주장은 명백한 질문을 제기한다고 가우다파다는 말한다. 만약 내부와 외부 모두 진정한 현실이 아니라면, 누가 그것들을 상상하고, 누가 그것들을 파악하며, 누가 그것들을 인식하는가? 가우다파다는 자신의 답을 아트만(자아, 영혼)이라고 제시한다.
가우다파다 카리카는 우리가 대상을 파악하고, 인식하고, 생각하지만, 이것이 현실과 비현실의 본질을 의미하는 것은 아니며, 마치 우리가 "어둠 속에서 뱀을 밧줄로 착각하는" 것과 같다고 말한다. 가우다파다는 우리가 현실을 구성하고, 지바트만(개별 영혼)을 프라나(숨), 로카(세계), 데바(신), 보크트르(향유자), 보지야(향유할 것), 숙시우마(미묘), 스툴라(총체), 무르타(물질), 아무르타(비물질) 등 다양한 것으로 상상한다고 말한다.
우리는 마음속으로 사물을 상상하고, 마음속으로 사물을 창조하며, 마음속으로 사물을 파괴한다고 가우다파다는 말한다. 그럼에도 불구하고 이 모든 것은 아트만(성 중립)과 다르지 않다. 이러한 모든 구성물은 우리의 상상 속에서 이원성을 만들어내며, 마야이다. 카리카 33-36절에 따르면, 진정한 실재는 비이원적이며 그것은 아트만이다. 모든 애착, 모든 두려움, 모든 분노를 극복하고 성장한 사람들은 모든 이원성을 초월하며, 자신의 자아를 알고, 내면의 비이원성을 확보했다. 카리카 36-38절에 따르면, 그러한 현명한 개인들은 누구의 칭찬도 신경 쓰지 않으며, 모든 의식을 초월하며, 집 없는 방랑자이다. 그들은 내면과 외면의 진실을 깨달았기 때문이다. 포터가 번역했듯이 그들은 "변함없이 자연에 충실하다."

#### 제3장: 비이원론 (불이타)
숭배의 의무
숭배의 의무는 오직

무언가가 태어났다고 생각하고

그로 인해 비참해하는 사람들에게만 발생한다.

그러므로 나는 (중략)

비참하지 않은 상태에 대해 말할 것이다.
가우다파다는 이 장을 우파사나(숭배)를 비판하며 시작하며, 이는 브라흐만-아트만이 처음과 끝에는 태어나지 않았지만 현재는 태어났다고(지바로서) 가정한다고 말한다. 그는 비이원적인 브라흐만-아트만(자아)이 그 과정에서 영향을 받지 않으면서도 명백한 이원성(지바, 개별 영혼)을 발생시킬 수 있다고 말한다. 이를 위해 그는 공간과 항아리의 비유를 든다. 자아는 공간과 같고 지바는 항아리 안의 공간과 같다. 공간이 항아리 안에 갇혀 있듯이 자아는 지바로 나타난다. 항아리가 파괴되면 항아리 안의 공간은 공간으로 합쳐지고 마찬가지로 지바는 자아와 하나가 된다.
가우다파다는 브리하다란야카 우파니샤드와 같은 우파니샤드들이 자신의 아트만이 다른 존재들 속의 아트만과 동일하며, 모든 아트만이 브라흐만과 동일하다고 가르친다고 말한다. 가우다파다는 일부 우파니샤드들이 개별 영혼과 브라흐만 사이에 차이가 있음을 암시한다고 인정하지만, 그러한 텍스트들은 명백한 창조를 믿을 때의 명백한 구별(이원성)을 논하고 있다. 실제로는 브라흐만으로부터 영혼의 창조는 없으며, 그들은 동일하다고 가우다파다는 말한다. 우리는 영적 가르침을 위한 구절들을 혼동해서는 안 된다. 카리카 3.17-18에 따르면, 가우다파다는 이원론자들이 이 견해에 동의하지 않는다고 인정하지만, 고대 텍스트들은 현상의 맥락에서 이원성을 인정하며, "비이원성이 진정으로 최고의 실재이다"라고 카르마르카르는 번역한다.
칼 포터가 번역한 카리카 3.33-36절에 따르면, 개념적 구성이 없는 의식은 태어나지 않은 것이며, 이 의식은 브라흐만이다. 이 의식은 은유가 아니며, 태어난 것도 아니며, 실재한다. 그러한 의식은 두려움 없이, 말과 생각을 초월하여, 고요하고 흔들림 없으며, 평온하고, 빛으로 가득 차 있다. 이는 자기 성찰, 이해, 두카(좌절)와 수카(쾌락)에 대한 집착을 버리고, 마음이 말로 표현할 수 없는 고요함 속에 머무는 데서 온다.
카리카 3.39-46절은 이 평온이 아스파르사 요가(Asparsa yoga)를 통해 얻어짐을 설명한다. 이 '비접촉'(a-sparsa) 수행에서 마음은 통제되어 쉬게 되며, 그 후에는 "것들"(외현)을 만들어내지 않는다. 마음은 주관-객관 이원론의 잡념에서 벗어나 비이원적이 된다. 오직 아트만-브라흐만만이 실재임을 알게 되면서, 마음의 창조물들은 거짓 외현으로 여겨지고 부정된다(MK 3.31-33). 마음이 쉬게 되면 그것은 브라흐만이 되거나 브라흐만이다(MK 3.46). 가우다파다에 따르면, 아스파르사 요가는 대부분의 사람들, 심지어 요기들에게도 어렵다. 그들은 두려움, 즉 아트만의 상실을 두려움 없이 지복적인 것에서 본다.

#### 제4장: 불꽃의 평화 (알라타산티)
가우다파다 카리카의 마지막 장은 처음 세 장과는 다른 스타일을 가지고 있으며, "가장 위대한 사람들" 모두에게 경의를 표하며 시작한다. 이들은 비이원성에 대한 인식, 자기모순과 혼란으로부터의 자유, 그리고 다르마를 이해하는 것을 통해 우주 공간과 같다. 카리카 3-10절은 이전 장의 일부 내용을 반복하지만, 일부 단어 대체가 있다. 카리카 11-13절은 힌두 철학의 상키야 학파의 주요 이원성 전제를 인용하고, 이를 교차 검토한 후, 원인이 어떻게 그리고 왜 영원한지 묻는다. 텍스트는 상키야 전제인 "원인이 그 효과로 태어난다"는 것이 무한 퇴행으로 이어지며, 이는 설득력이 없다고 말한다.
가우다파다 카리카는 이어서 부처(불교도)의 아자티바다 또는 비기원론을 인정한다. 상키야 전제와 마찬가지로, 이 텍스트는 세 가지 방식으로 이를 칭찬하고 교차 검토한다. 첫째, 비기원론 전제는 어떤 것의 시작점도 끝도 알려지지 않았을 때 의미가 있지만, 우리는 어떤 생성된 것의 시작점을 알고 있으므로 아자티바다 전제는 따르지 않는다. 둘째, 아자티바다 전제는 아직 증명되지 않은 것의 예를 들어 논증하는 사디아사마 오류를 범한다. 셋째, 카리카 29-41절은 삼사라나 묵티는 시작도 끝도 없다고 말한다. 왜냐하면 어떤 것이 태어났다면 끝이 있어야 하고, 태어나지 않은 것은 끝이 없기 때문이다.
카리카 45-52절은 오직 의식(비즈냐나)만이 실재하며, 불타는 막대기의 전후 예를 들어 이를 설명하고, 우리가 의식 상태를 구성하고 해체한다고 덧붙인다. 카리카 53-56절은 인과관계나 결과가 없으며, 의식만이 유일한 실재라고 다시 강조한다. 모든 것은 무상하며, 영원한 것은 없으며, 모든 것은 본성상 기원도 없다고 카리카 57-60절은 말한다.
카리카 61-81절은 무상과 비기원론에 대한 전제를 다시 강조하기 위해 이전 장의 네 가지 상태에 대한 내용을 반복한다. 비현실에 대한 집착은 욕망, 슬픔(두카), 두려움을 유발하며, 초연함은 그러한 상태에서 벗어나 삼매로 이어진다. 카리카 87-89절은 이해의 세 단계를 제시한다. 라우키카(일반적인, 대상과 주체를 실재로 인식함), 슈다 라우키카(정화된 일반적인, 인식을 실재로 간주하지만 대상은 아님), 로카오타라(초월적인, 대상도 인식도 실재로 인식되지 않음)이다.
카리카 90-100절은 앎에 이르는 아그라야나(탈것)를 제시한다. 본문은 "모든 다르마는 시작도 없고, 다양성도 없으며, 오직 의식일 뿐이다"라고 말한다. 이원성은 현명하지 못한 자들을 위한 것이며, 비이원성과 분화되지 않은 실재는 현명한 자들을 위한 것이지만, 파악하기 어렵다. 제4장의 마지막 카리카는 칼 포터가 번역했듯이 "이것을 부처들이 이해한다. 부처는 의식이 다르마에 이르지 못한다고 가르치지만, 부처는 의식이나 다르마에 대해 아무 말도 하지 않았다!"라고 덧붙인다.

### 불교와의 관계
가우다파다에 대한 불교 교리의 영향은 논란이 되는 문제였지만, "최근 대부분의 저자들은 불교의 영향을 인정하려 한다." 하지만 또한 가우다파다가 베단타 학자이지 불교도가 아니라는 점도 지적한다.
가우다파다는 경험적 현실은 의식 자체에 의해 경험되는 마음의 조작이라는 비즈냐프티-마트라, 즉 "표상만"이라는 유가행파의 가르침과 '절대자'에 대한 어떤 긍정적인 서술도 부정하는 사지부정(四支否定)을 받아들였다. 가우다파다는 "[두 교리]를 만두키아 우파니샤드 철학에 녹여냈고, 이는 샹카라에 의해 더욱 발전되었다." 이러한 관점에서,
인용 틀이 비었음 (도움말)
바타차리야에 따르면, 아스파르사요가 또한 불교적 기원을 가지고 있다. 바타차리야에 따르면, 제4장의 두 카리카는 고타마 붓다를 언급한다. 무르티에 따르면, "베단타 철학자인 가우다파다가 중관파와 유가행파 교리의 빛에서 베단타의 불이원론적 해석을 시도하고 있다는 결론은 피할 수 없다. 그는 심지어 자유롭게 그들을 인용하고 호소한다."
그러나 무르티는 이 교리들이 불교와 다르다고 덧붙인다. 제1장, 제2장, 제3장은 전적으로 베단타적이며 우파니샤드에 기반을 두고 있으며, 불교적 색채는 거의 없다. 처음 세 장이 브라흐만과 아트만(영혼, 자아)을 논하는 반면, 제4장은 그렇지 않다. 무르티에 따르면, 이는 다른 사람이 쓴 것일 수 있으며 가우다파다가 쓴 것이 아닐 수도 있는데, 이는 리처드 킹의 입장과 일치한다. 더욱이 무르티와 킹 모두, 가우다파다를 따랐던 베단타 학자들은 제4장에서 인용한 적이 없고, 오직 처음 세 장에서만 인용한다고 말한다. 사르마에 따르면, 가우다파다가 대승 불교의 가르침에 완전히 정통했다고 가정하면 제4장도 가우다파다가 썼을 가능성이 있지만, "그를 숨겨진 불교도 또는 공개된 불교도로 오해하는 것은 터무니없다." 가우다파다와 불교의 교리는 완전히 반대된다고 무르티는 말한다.
인용 틀이 비었음 (도움말)
마에다 센가쿠는 "샹카라가 아니라 만두키야카리카의 저자인 가우다파다 또는 그의 선구자들이 '변장한 불교도'라고 불릴 수 있을 것"이라고 말하며, 샹카라가 "그의 파라마구루인 불교화된 만두키야카리카에 우파니샤드의 정신을 다시 주입하여 마치 새로운 생명을 불어넣듯이 베단타 학파의 노선을 따르는 해석을 제공하고 불교화된 베단타 전통을 재베단타화하는 데 성공했다"고 평했다.
스바미 니킬라난다는 불교의 영향을 부정하며, 가우다파다가 그 당시 불교가 널리 퍼져 있었기 때문에 불교 용어를 사용했지만, 그는 궁극적으로 불이원론적 베단타 학자였으며, 카리카의 알라타산티 프라카라나의 마지막에서 두 번째 구절에서 고타마 붓다와 의견을 달리한다고 주장한다. 다스굽타는 니킬라난다가 불교의 영향을 부정하는 것이 틀렸다고 명시적으로 말하며, 상가라크시타의 말을 인용하여 "그의 사상에 불교의 영향이 있었음을 부정할 수 없다"고 주장한다.

## 가우다파다차리야의 다른 작품들
가우다파다에게 여러 작품이 추가로 귀속되지만, 그 진위는 불확실하다. 귀속된 작품들은 다음과 같다.
- 브리하다란야카 우파니샤드에 대한 바스야
- 나리심하 타파니야 우파니샤드에 대한 바스야
- 아누기타에 대한 바스야
- 두르가 사프타샤티 티카 — 데비 마하트먀에 대한 바스야
- 스리 비드야라트나 수트라 바스야
- 스리 비드야에 대한 수바고다야
- 웃타라 기타 바샤

가우다파다는 또한 삼키야카리카에 대한 주해를 썼다고 알려져 있다. 포터에 따르면, 이 주해의 순진한 성격은 가우다파다 카리카의 깊은 사색과는 극명한 대조를 이루며, 삼키야카리카에 대한 주해는 가우다파다가 썼을 가능성이 낮다.

## 불이일원론 구루-파람파라
가우다파다는 불이일원론의 핵심 인물 중 한 명이다. 그는 전통적으로 베다 철학에서 가장 중요한 인물 중 한 명인 샹카라에게 큰 영향을 미쳤다고 전해진다.

## 슈리 가우다파다차리야 마타
슈리 가우다파다차리야 마타, 'Kavaḷē maṭha कवळे मठ라고도 불리는 이 곳은 남인도 사라스바트 브라만들의 가장 오래된 마타이다.
피타디파티 "수도승"은 스리 가우다파다차리야이다. 라자푸르 사라스바트 브라만과 스마르티스트 고우드 사라스바트 브라만이 그의 주요 제자들이다.

## 같이 보기
- 경험의 철학 (힌두교)

마타 목록
- 카발레 마타
- 카시 마타
- 고카르나 마타
- 치트라푸르 마타

## 참고
1. ↑  나카무라는 네 장 사이에 교리적 모순이 있다고 언급한다.[6]
2. ↑  카리카는 모니에-윌리엄스에 의해 인도 전통에서 "운문으로 된 간결한 진술(특히 철학과 문법) 교리"로 정의된다.[16]
3. ↑  दुःखं सर्वमनुस्मृत्य कामभोगान्निवर्तयेत् । अजं सर्वमनुस्मृत्य जातं नैव तु पश्यति ॥ ४३ ॥(...)
नाऽऽस्वादयेत्सुखं तत्र निःसङ्गः प्रज्ञया भवेत् । निश्चलं निश्चरच्चित्तमेकीकुर्यात्प्रयत्नतः ॥ ४५ ॥(...)
स्वस्थं शान्तं सनिर्वाणमकथ्यं सुखमुत्तमम् । अजमजेन ज्ञेयेन सर्वज्ञं परिचक्षते ॥ ४७ ॥[48]
4. ↑  샹카라는 이 카리카를 코만스에 따르면 다소 다르게 해석한다.[53]
5. ↑  이것은 종종 싯다-마트라와 상호 교환적으로 사용되지만, 이들은 다른 의미를 가진다. 두 용어의 표준 번역은 "의식-만" 또는 "마음-만"이다. 여러 현대 연구자들은 이 번역과 "절대 이상주의" 또는 "이상주의적 일원론"이라는 레이블에 이의를 제기한다.[67] 비즈냐프티-마트라에 대한 더 나은 번역은 표상-만이다.[68]
6. ↑  1. 어떤 것이 있다. 2. 그것은 없다. 3. 그것은 있고 없다. 4. 그것은 있지도 않고 없지도 않다.[70][쪽 번호 필요] '네 모서리 부정'은 산스크리트어 차투슈코티의 영어 번역이다.[출처 필요]
7. ↑  대승 불교가 다른 종교와 철학에 미친 영향은 베단타에만 국한되지 않았다. 칼루파하나(Kalupahana)는 테라바다 불교 전통인 위숫디막가에 "살바스티바다, 사우트란티카, 심지어 유가행파와 같은 몇몇 형이상학적 사변"이 포함되어 있다고 지적한다.[72]
8. ↑  산스크리트어: श्री संस्थान गौडपदाचार्य मठ, Śrī Sansthāna Gauḍapadācārya Maṭha

## 참고 자료
- Michael Comans (2000). 《The Method of Early Advaita Vedānta: A Study of Gauḍapāda, Śaṅkara, Sureśvara, and Padmapāda》. Motilal Banarsidass. ISBN 978-81-208-1722-7.
- Garfield, Jay L.; Priest, Graham (2003), 《Nagarjuna and the Limits of Thought, Philosophy East & West Volume 53, Number 1 January 2003 1–21》 (PDF)
- Isaeva, Natalia V. (1995). 《From Early Vedanta to Kashmir Shaivism: Gaudapada, Bhartrhari, and Abhinavagupta》. State University of New York Press. ISBN 978-0-7914-2449-0.
- Kalupahana, David J. (1994), 《A History of Buddhist Philosophy》, Delhi: Motilal Banarsidass Publishers Private Limited
- Kochumuttom, Thomas A. (1999), 《A Buddhist Doctrine of Experience. A New Translation and Interpretation of the Works of Vasubandhu the Yogacarin》, Delhi: Motilal Banarsidass
- Potter, Karl. H. (1981), 《Gaudapada, Encyclopedia of Indian Philosophies: Advaita Vedānta up to Śaṃkara and his pupils, Volume 3, pp. 103-114》, Delhi: Motilal Banarsidass, ISBN 81-208-0310-8
- Raju, P.T. (1971), 《The Philosophical Traditions of India》, Delhi: Motilal Banarsidass (1992 Reprint)
- Reddy Juturi, Ravi Kumar (2021), “Gaudapadacharya "asparsa yoga" for attaining "no mind": A historical method of advaita vedanta for teaching "human liberation" in a profound way”, 《International Journal of Yoga: Philosophy, Psychology and Parapsychology》 9 (2): 67–72, doi:10.4103/2347-5633.329692, S2CID 240322563
- Sarma, Chandradhar (2007), 《The Advaita Tradition in Indian Philosophy》, Motilal Banarsidass, ISBN 978-8120813120

## 더 읽어보기
- Bhatta, Rathnakara (2013). 《Shree Shankarayana (May. 2013), pp. 190–380.》.
- Dvivedi, Manilal N. (2003). 《The Mandukyopanishad: With Gaudapada's Karikas and the Bhashya of Sankara》. Jain Publishing Company.
- Fox, Douglas (1993). 《Dispelling the Illusion》. 올버니: 뉴욕주립대학교 출판부.
- Nakamura, Hajime (2004), 《A History of Early Vedanta Philosophy. Part Two》, Delhi: Motilal Banarsidass Publishers Private Limited
- Gauḍapāda Ācārya; Śaṅkarācārya; 니킬라난다 스와미; V Subrahmanya Iyer (1990). 《Māṇḍūkyopaniṣad : with Gauḍapāda's Kārikā and Saṅkara's commentary》. 캘커타: Advaita Ashrama. ISBN 81-7505-022-5.
- Jones, Richard H. (2014). 《Gaudapada: Advaita Vedanta's First Philosopher》. 뉴욕: Jackson Square Books.
- King, Richard (1995). 《Early Advaita Vedanta and Buddhism: The Mahayana Context of the Gaudapadiya-Karika》. 뉴욕주립대학교 출판부.